# Incyte
Incyte Corporation — фармацевтическая компания. Штаб-квартира находится в Уилмингтоне (штат Делавэр, США), региональные центры в Морже (Швейцария), Токио (Япония) и Монреале (Канада).

## История
Компания была основана в 1991 году в Пало-Алто (Калифорния) для исследования генома человека и первоначально называлась Incyte Genomics. В 1993 году провела первичное размещение акций. В 2001 году компанию возглавил Пол Фридман (до этого работал в DuPont), штаб-квартира и лаборатория были перенесены в Уилмингтон, компания начала разработку лекарств. В 2011 году был одобрен наиболее успешный препарат компании, Jakafi.

## Руководство
С 2014 года компанию возглавляет Эрве Оппно (Hervé Hoppenot, род. в 1959 году), занимает посты председателя совета директоров, президента и главного исполнительного директора. Ранее работал в Novartis.

## Деятельность
У компании нет своих фабрик, продукция производится сторонними контрактными компаниями. Почти вся выручка приходится на продажи в США. Основным препаратом является руксотилиниб, продаваемый компанией в США под названием Jakafi, в Европе он по лицензии продаётся компанией Novartis под названием Jakavi; применяется для лечения редкой формы рака крови (миелофиброза), а также в виде крема под названием Opzelura для лечения атопический дерматита.
Основные подразделения по состоянию на 2021 год:
- Гематология и онкология — препараты Jakafi (ruxolitinib, $2,48 млрд), Monjuvi (тафаситамаб, $5 млн), Pemazyre (pemigatinib, $69 млн), Iclusig (ponatinib, $109 млн).
- Воспаления и аутоиммунные заболевания — препараты Opzelura (ruxolitinib), Барицитиниб, Capmatinib.